# 沙崙 (新北市板橋區)
沙崙，是台灣新北市的一個地名，位於今板橋區西部偏南，範圍包括成和里西北角及南端除外部分、崑崙里西北角及南端除外部分。

## 歷史
台灣清治末期至日治前期，沙崙為一街庄，稱為「沙崙庄」，隸屬於擺接堡。該庄當時為溪中沙洲，輪廓略呈三角形，東隔大漢溪主流與番仔園庄為鄰，南邊溪洲庄，西北邊隔大漢溪分流彭福庄、潭底庄、西盛庄為界。
1920年（日治大正九年），該庄改制為「沙崙」大字，隸屬於台北州海山郡板橋庄（後改制為板橋街）。戰後板橋街改制為板橋鎮，隸屬於台北縣，大字亦改制為里。其後板橋鎮先後改制為板橋市、板橋區。由於人口增加，如今沙崙地區已分為2個里。

## 交通
縣道114號（大觀路三段）穿越沙崙地區，往東經浮洲橋可前往板橋、臺北，往西南可前往樹林、鶯歌及桃園市八德、中壢、新屋等地。縣道116號也經過本地區，往西北可前往新莊、樹林、迴龍等地。

## 學校
- 溪崑國中（部分）
- 沙崙國小（部分）